# Leichtathletik-Europameisterschaften 2002/100 m der Männer

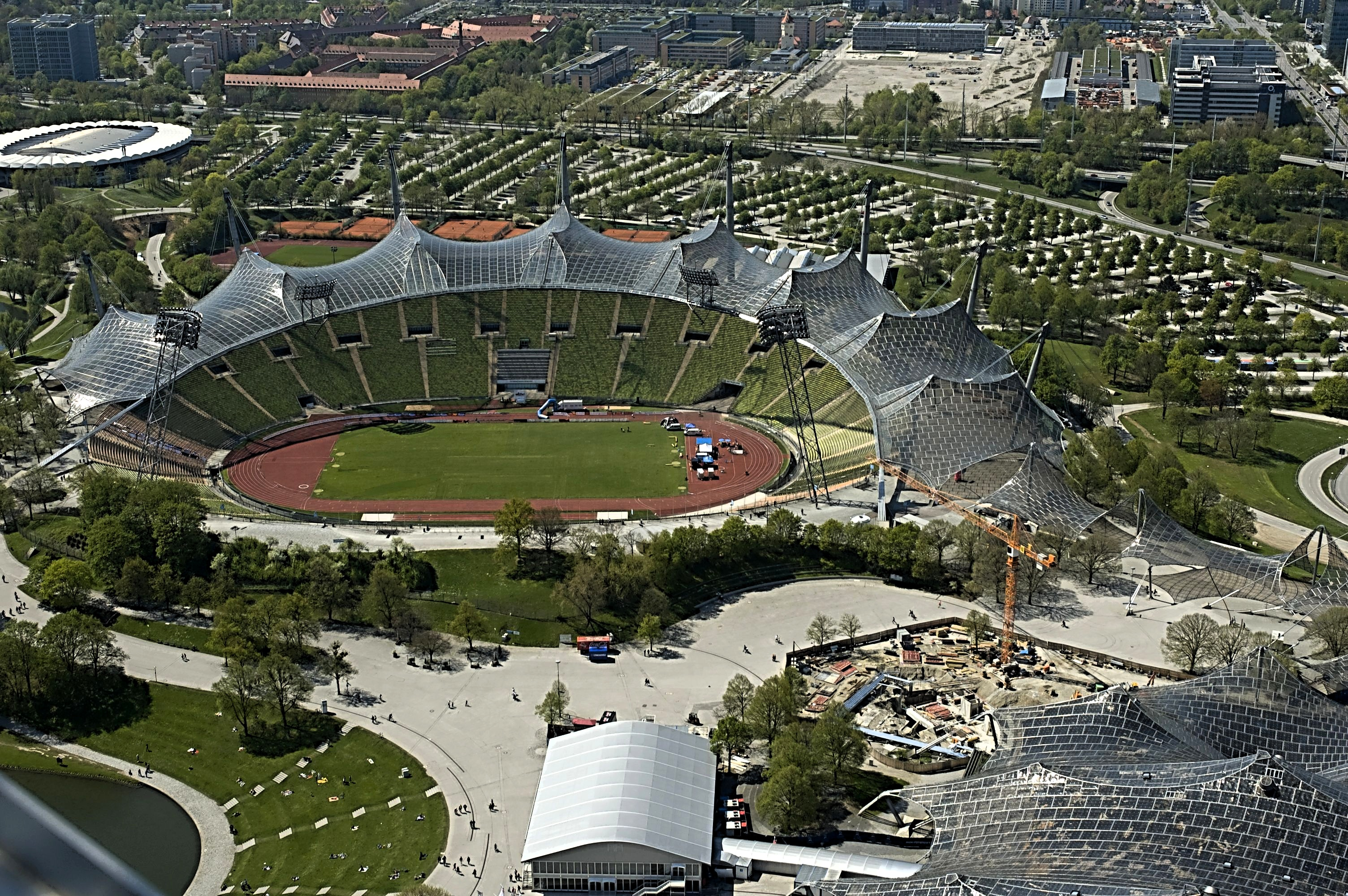
Das Olympiastadion in München von oben im Jahr 2009

Der 100-Meter-Lauf der Männer bei den Leichtathletik-Europameisterschaften 2002 wurde am 6. und 7. August 2002 im Münchener Olympiastadion ausgetragen.
Europameister wurde der Portugiese Francis Obikwelu, der zwei Tage später Rang zwei über 200 Meter belegte. Er gewann vor dem britischen Titelverteidiger Darren Campbell. Bronze ging an den Ungarn Roland Németh.

## Rekorde

### Bestehende Rekorde
| Weltrekord           | 9,79 s  | Maurice Greene   | Athen, Griechenland       | 16. Juni 1999   |
| Europarekord         | 9,87 s  | Linford Christie | WM Stuttgart, Deutschland | 15. August 1993 |
| Meisterschaftsrekord | 10,04 s | Darren Campbell  | EM Budapest, Ungarn       | 19. August 1998 |

Der bestehende EM-Rekord wurde bei diesen Europameisterschaften knapp verfehlt. Die schnellste Zeit erzielte der portugiesische Europameister Francis Obikwelu im Finale bei einem Gegenwind von 0,3 m/s mit 10,06 s, womit er zwei Hundertstelsekunden über dem Rekord blieb. Zum Europarekord fehlten ihm neunzehn, zum Weltrekord 27 Hundertstelsekunden.

### Rekordverbesserung
Es wurde ein neuer Landesrekord aufgestellt:

10,06 s – Francis Obikwelu (Portugal), Finale am 7. August bei einem Gegenwind von 0,3 m/s

## Doping
Dem ursprünglichen Sieger Dwain Chambers aus Großbritannien wurde die Goldmedaille nach einer positiven Doping-Probe im Jahr 2003 laut einem Beschluss des Weltleichtathletikverbands IAAF (heute World Athletics) im Jahr 2006 aberkannt. Der Athlet wurde außerdem für zwei Jahre gesperrt Die nachfolgend platzierten Athleten rückten einen Rang vor.
Benachteiligt wurden hier mehrere Sprinter:
- Der Portugiese Francis Obikwelu durfte erst vier Jahre nach Abschluss der Wettbewerbe die verdiente Goldmedaille in Empfang nehmen.
- Der Ungar Roland Németh erhielt ebenfalls mit einer vierjährigen Verspätung mit Bronze seine Medaille und konnte nicht an der Siegerehrung teilnehmen.
- Der im Halbfinale ausgeschiedene Niederländer Troy Douglas wäre im Finale startberechtigt gewesen.
- Der im Viertelfinale ausgeschiedene Italiener Maurizio Checcucci wäre im Halbfinale startberechtigt gewesen.
- Der im Vorlauf ausgeschiedene Schwede Patrik Lövgren wäre in der Zwischenrunde startberechtigt gewesen.

## Legende
Kurze Übersicht zur Bedeutung der Symbolik – so üblicherweise auch in sonstigen Veröffentlichungen verwendet:
| DSQ | disqualifiziert                       |
| DOP | wegen Dopingvergehens disqualifiziert |

## Vorrunde
6. August 2002
Die Vorrunde wurde in sechs Läufen durchgeführt. Die ersten vier Athleten pro Lauf – hellblau unterlegt – sowie die darüber hinaus acht zeitschnellsten Läufer – hellgrün unterlegt – qualifizierten sich für das Viertelfinale.

### Vorlauf 1
Wind: +0,2 m/s
| Platz | Name                  | Nation         | Zeit (s)                               |
| ----- | --------------------- | -------------- | -------------------------------------- |
| 1     | Marc Blume            | Deutschland    | 10,33                                  |
| 2     | Markus Pöyhönen       | Finnland       | 10,35                                  |
| 3     | Geir Moen             | Norwegen       | 10,39                                  |
| 4     | Piotr Balcerzak       | Polen          | 10,51                                  |
| 5     | Jiří Vojtík           | Tschechien     | 10,54                                  |
| 6     | Alexandr Porchomowski | Israel         | 10,61                                  |
| DOP   | Dwain Chambers        | Großbritannien | 10,23 für die Zwischenrunde zugelassen |

### Vorlauf 2
Wind: +0,2 m/s
| Platz | Name             | Nation         | Zeit (s)                                            |
| ----- | ---------------- | -------------- | --------------------------------------------------- |
| 1     | Francis Obikwelu | Portugal       | 10,38                                               |
| 2     | Anatolij Dowhal  | Ukraine        | 10,39                                               |
| 3     | John Ertzgaard   | Norwegen       | 10,43                                               |
| 4     | Fabrice Calligny | Frankreich     | 10,47                                               |
| 5     | Patrik Lövgren   | Schweden       | 10,56 eigentlich für die Zwischenrunde qualifiziert |
| 6     | Sergej Bytschkow | Russland       | 10,58                                               |
| 7     | Slobodan Spasić  | BR Jugoslawien | 10,81                                               |

### Vorlauf 3
Wind: +0,4 m/s
| Platz | Name                 | Nation         | Zeit (s) |
| ----- | -------------------- | -------------- | -------- |
| 1     | Georgios Theodoridis | Griechenland   | 10,24    |
| 2     | Darren Campbell      | Großbritannien | 10,36    |
| 3     | Alexander Kosenkow   | Deutschland    | 10,44    |
| 4     | Rok Predanič         | Slowenien      | 10,45    |
| 5     | Aham Okeke           | Norwegen       | 10,49    |
| 6     | Stefan Koivikko      | Finnland       | 10,55    |
| 7     | Kostjantyn Wassjukow | Ukraine        | 10,57    |
| 8     | Sergejs Inšakovs     | Lettland       | 10,62    |

### Vorlauf 4
Wind: ±0,0 m/s
| Platz | Name                | Nation       | Zeit (s) |
| ----- | ------------------- | ------------ | -------- |
| 1     | Aimé-Issa Nthépé    | Frankreich   | 10,35    |
| 2     | Tommi Hartonen      | Finnland     | 10,46    |
| 3     | Aristotélis Gavélas | Griechenland | 10,47    |
| 4     | Maurizio Checcucci  | Italien      | 10,48    |
| 5     | Troy Douglas        | Niederlande  | 10,50    |
| 6     | Orkatz Beitia       | Spanien      | 10,58    |
| 7     | Boštjan Fridrih     | Slowenien    | 10,59    |

### Vorlauf 5
Wind: +1,0 m/s
| Platz | Name                 | Nation         | Zeit (s) |
| ----- | -------------------- | -------------- | -------- |
| 1     | Roland Németh        | Ungarn         | 10,24    |
| 2     | Jason Gardener       | Großbritannien | 10,29    |
| 3     | Matic Osovnikar      | Slowenien      | 10,43    |
| 4     | Luca Simoni          | Italien        | 10,48    |
| 5     | Alexander Smirnow    | Russland       | 10,50    |
| 6     | Marc Kochan          | Deutschland    | 10,50    |
| 7     | Gian Nicola Berardi  | San Marino     | 10,73    |
| 8     | Anninos Markoullidis | Zypern         | 10,80    |

### Vorlauf 6
Wind: −0,7 m/s
| Platz | Name              | Nation       | Zeit (s) |
| ----- | ----------------- | ------------ | -------- |
| 1     | Konstantin Rurak  | Ukraine      | 10,37    |
| 2     | Francesco Scuderi | Italien      | 10,39    |
| 3     | Panayiótis Sarrís | Griechenland | 10,39    |
| 4     | Dejan Vojnović    | Kroatien     | 10,39    |
| 5     | Alexander Rjabow  | Russland     | 10,55    |
| 6     | Ryszard Pilarczyk | Polen        | 10,61    |
| 7     | Sébastien Gattuso | Monaco       | 10,70    |
| 8     | Gideon Jablonka   | Israel       | 10,74    |

## Viertelfinale
6. August 2002
Aus den vier Zwischenläufen qualifizierten sich die ersten vier Athleten pro Lauf – hellblau unterlegt – für das Halbfinale.

### Viertelfinallauf 1
Wind: −0,1 m/s
| Platz | Name                 | Nation         | Zeit (s) |
| ----- | -------------------- | -------------- | -------- |
| 1     | Georgios Theodoridis | Griechenland   | 10,25    |
| 2     | Jason Gardener       | Großbritannien | 10,28    |
| 3     | Troy Douglas         | Niederlande    | 10,35    |
| 4     | John Ertzgaard       | Norwegen       | 10,42    |
| 5     | Francesco Scuderi    | Italien        | 10,42    |
| 6     | Dejan Vojnović       | Kroatien       | 10,45    |
| 7     | Alexander Rjabow     | Russland       | 10,51    |
| 8     | Alexander Kosenkow   | Deutschland    | 10,53    |

### Viertelfinallauf 2

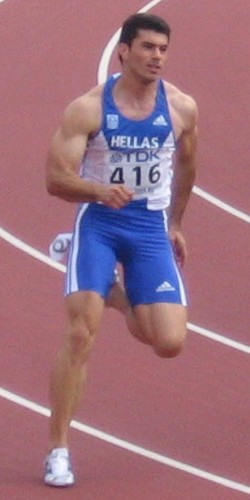
Panayiótis Sarrís verpasste das Halbfinale um zwei Ränge

Wind: +0,5 m/s
| Platz | Name              | Nation       | Zeit (s) |
| ----- | ----------------- | ------------ | -------- |
| 1     | Aimé-Issa Nthépé  | Frankreich   | 10,31    |
| 2     | Markus Pöyhönen   | Finnland     | 10,32    |
| 3     | Rok Predanič      | Slowenien    | 10,33    |
| 4     | Konstantin Rurak  | Ukraine      | 10,36    |
| 5     | Geir Moen         | Norwegen     | 10,41    |
| 6     | Panayiótis Sarrís | Griechenland | 10,46    |
| 7     | Alexander Smirnow | Russland     | 10,48    |
| 8     | Piotr Balcerzak   | Polen        | 10,50    |

### Viertelfinallauf 3

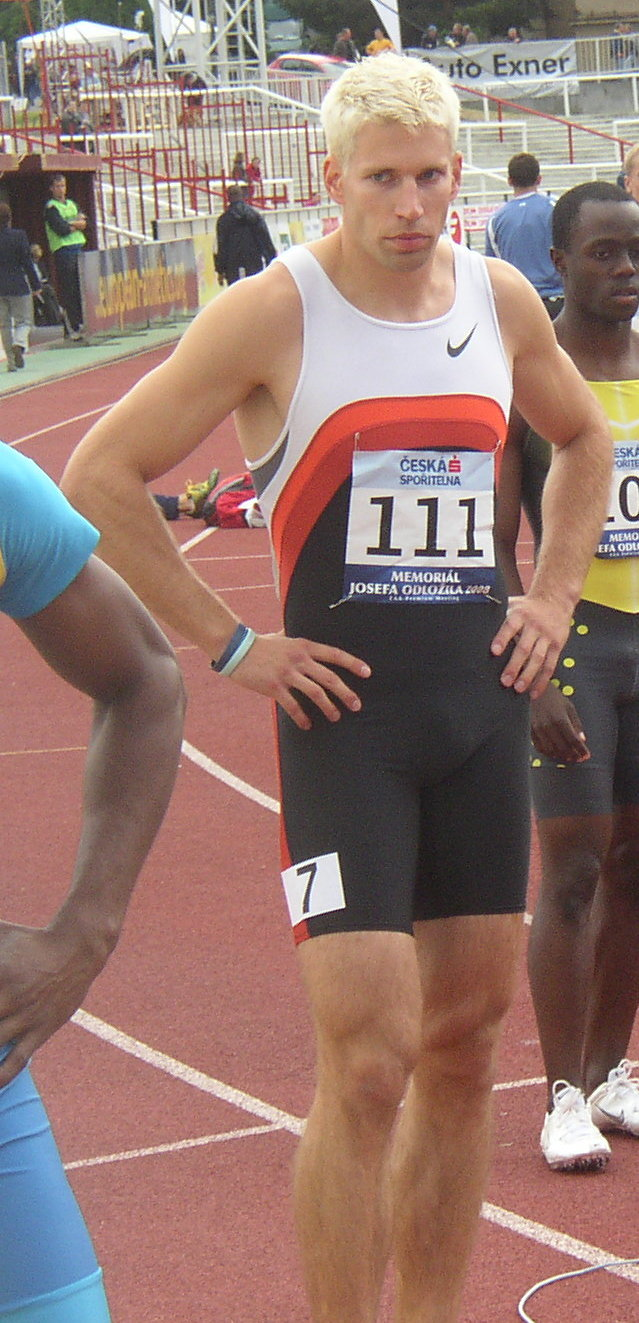
Mit Rang acht in seinem Viertelfinale erreichte Jiří Vojtík nicht die nächste Runde

Wind: −0,6 m/s
| Platz | Name                | Nation         | Zeit (s) |
| ----- | ------------------- | -------------- | -------- |
| 1     | Darren Campbell     | Großbritannien | 10,29    |
| 2     | Roland Németh       | Ungarn         | 10,32    |
| 3     | Francis Obikwelu    | Portugal       | 10,33    |
| 4     | Aristotélis Gavélas | Griechenland   | 10,35    |
| 5     | Tommi Hartonen      | Finnland       | 10,42    |
| 6     | Marc Kochan         | Deutschland    | 10,62    |
| 7     | Luca Simoni         | Italien        | 10,63    |
| 8     | Jiří Vojtík         | Tschechien     | 10,70    |

### Viertelfinallauf 4
Wind: −0,6 m/s
| Platz | Name               | Nation         | Zeit (s)                                         |
| ----- | ------------------ | -------------- | ------------------------------------------------ |
| 1     | Marc Blume         | Deutschland    | 10,29                                            |
| 2     | Anatolij Dowhal    | Ukraine        | 10,30                                            |
| 3     | Matic Osovnikar    | Slowenien      | 10,38                                            |
| 4     | Maurizio Checcucci | Italien        | 10,39 eigentlich für das Halbfinale qualifiziert |
| 5     | Fabrice Calligny   | Frankreich     | 10,46                                            |
| 6     | Stefan Koivikko    | Finnland       | 10,49                                            |
| 7     | Aham Okeke         | Norwegen       | 10,50                                            |
| DOP   | Dwain Chambers     | Großbritannien | 10,08 für das Halbfinale zugelassen              |

## Halbfinale
7. August 2002
Aus den beiden Halbfinalläufen qualifizierten sich die jeweils ersten vier Athleten – hellblau unterlegt – für das Finale.

### Halbfinallauf 1

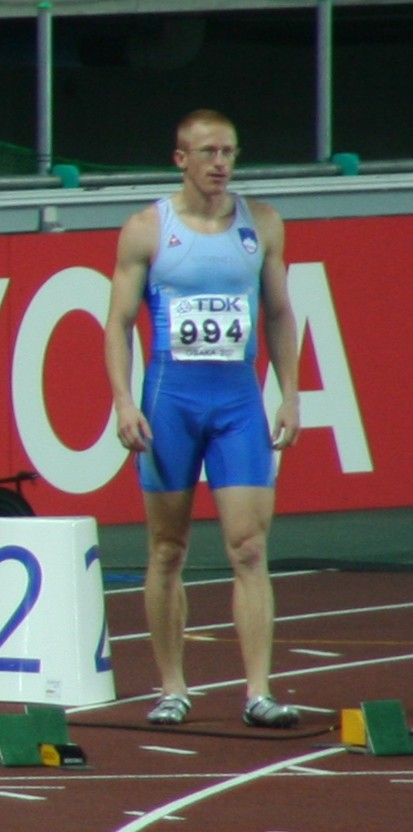
Rang sieben in seinem Halbfinalrennen reichte Matic Osovnikar nicht für den Finaleinzug

Wind: ±0,0 m/s
| Platz | Name                | Nation         | Zeit (s)                                     |
| ----- | ------------------- | -------------- | -------------------------------------------- |
| 1     | Aimé-Issa Nthépé    | Frankreich     | 10,31                                        |
| 2     | Aristotélis Gavélas | Griechenland   | 10,34                                        |
| 3     | Markus Pöyhönen     | Finnland       | 10,35                                        |
| 4     | Troy Douglas        | Niederlande    | 10,36 eigentlich für das Finale qualifiziert |
| 5     | Jason Gardener      | Großbritannien | 10,36                                        |
| 6     | Anatolij Dowhal     | Ukraine        | 10,40                                        |
| 7     | Matic Osovnikar     | Slowenien      | 10,49                                        |
| DOP   | Dwain Chambers      | Großbritannien | 10,12 für das Finale zugelassen              |

### Halbfinallauf 2

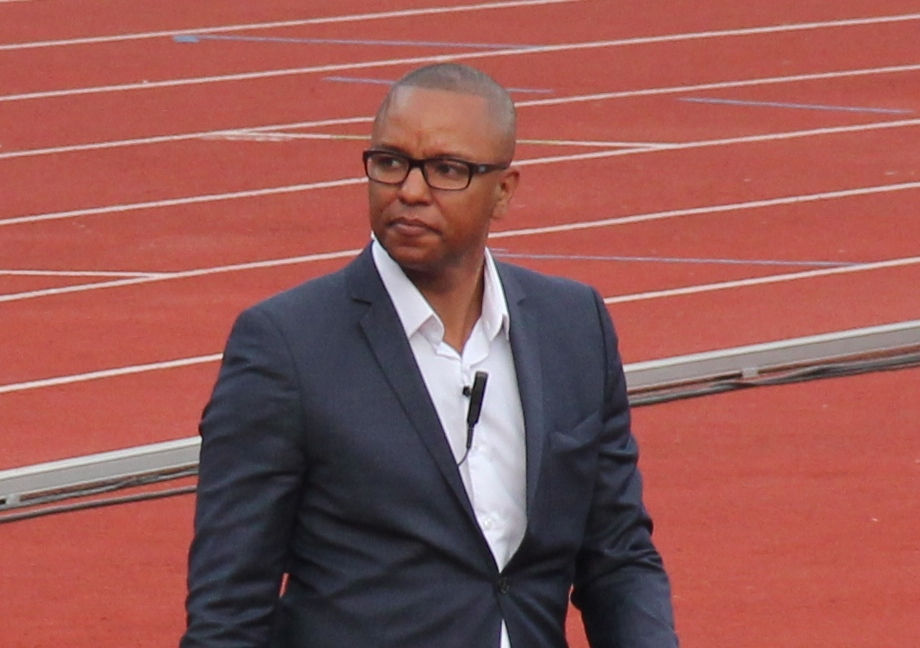
John Ertzgaard (hier im Jahr 2017) schied als Achter seines Laufs im Halbfinale aus

Wind: +0,1 m/s
| Platz | Name                 | Nation         | Zeit (s) |
| ----- | -------------------- | -------------- | -------- |
| 1     | Francis Obikwelu     | Portugal       | 10,12    |
| 2     | Georgios Theodoridis | Griechenland   | 10,24    |
| 3     | Darren Campbell      | Großbritannien | 10,30    |
| 4     | Roland Németh        | Ungarn         | 10,32    |
| 5     | Rok Predanič         | Slowenien      | 10,33    |
| 6     | Konstantin Rurak     | Ukraine        | 10,38    |
| 7     | Marc Blume           | Deutschland    | 10,38    |
| 8     | John Ertzgaard       | Norwegen       | 10,45    |

## Finale

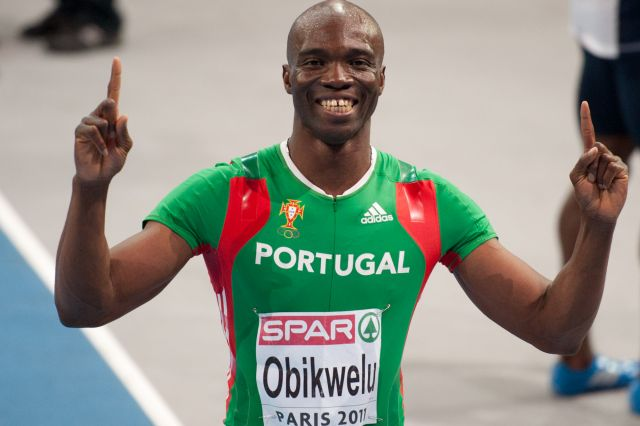
Europameister Francis Obikwelu, zwei Tage später Zweiter über 200 Meter, war noch einige Jahre als erfolgreicher Sprinter aktiv
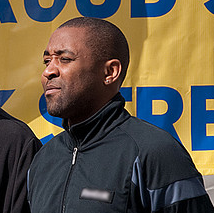
Titelverteidiger  Darren Campbell errang diesmal die Silbermedaille
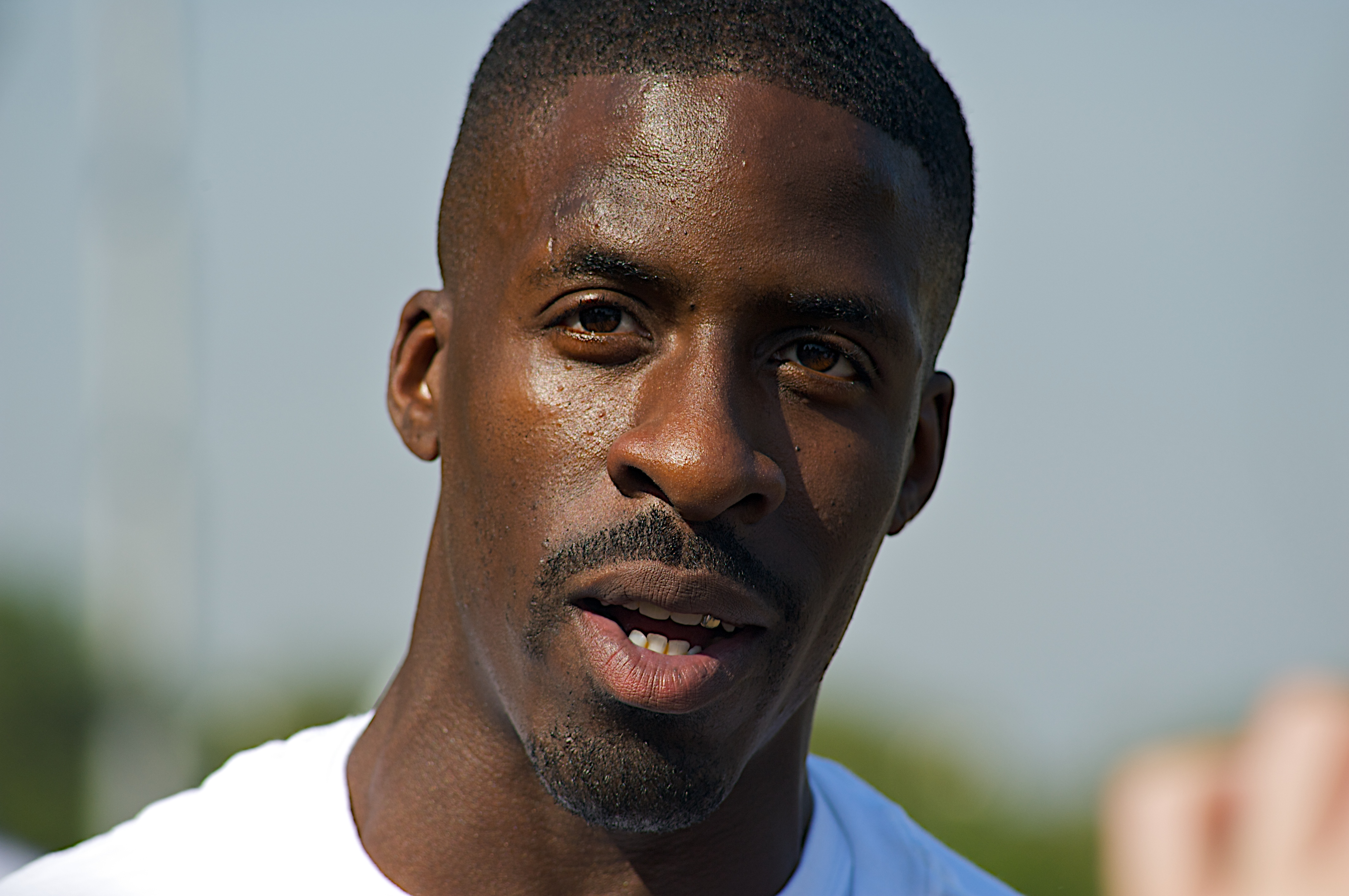
Dwain Chambers galt für zwei Jahre als Europameister, bevor ihm der Titel wegen Dopingbetrugs aberkannt wurde

7. August 2002
Wind: −0,3 m/s
| Platz | Name                 | Nation         | Zeit (s) |
| ----- | -------------------- | -------------- | -------- |
| 1     | Francis Obikwelu     | Portugal       | 10,06 NR |
| 2     | Darren Campbell      | Großbritannien | 10,15    |
| 3     | Roland Németh        | Ungarn         | 10,27    |
| 4     | Markus Pöyhönen      | Finnland       | 10,31    |
| 5     | Aimé-Issa Nthépé     | Frankreich     | 10,32    |
| 6     | Aristotélis Gavélas  | Griechenland   | 10,36    |
| DSQ   | Georgios Theodoridis | Griechenland   |          |
| DOP   | Dwain Chambers       | Großbritannien | 09,96    |

## Videolink
- 2002 European Championships, Munich 100m, youtube.com, abgerufen am 18. Januar 2023